# Paek Nam-sun
Paek Nam-sun (Kilju, 13 de marzo de 1929-Pionyang, 2 de enero de 2007) fue un político y diplomático norcoreano, que se desempeñó como Ministro de Relaciones Exteriores desde 1998 hasta su fallecimiento.

## Biografía
Nació en el condado de Kilju, provincia de Hamgyŏng del Norte. Se graduó de la Universidad Kim Il-sung en Pionyang. Ocupaba un cargo en asuntos internacionales en 1968, cuando se convirtió en subdirector del Departamento de Asuntos Internacionales del Partido del Trabajo de Corea. Participó en la primera ronda de conversaciones entre Corea del Norte y del Sur en 1972. Posteriormente fue embajador en Polonia de 1974 a 1979.
Lideró un envío de arroz de la Cruz Roja en 1984 después de que el sur del país sufriera inundaciones extensas. Visitó Corea del Sur 1990 para las conversaciones iniciales durante los intentos incipientes de diálogo intercoreano.
Fue miembro de la 9°, 10° y 11° Asamblea Suprema del Pueblo. En 1998 fue designado ministro de relaciones exteriores. En 1999 fue el segundo ministro de relaciones exteriores norcoreano en asistir a la Asamblea General de las Naciones Unidas, tras Kim Yong-nam en 1992.

En julio de 2000, participó en las primeras y únicas conversaciones a nivel ministerial entre Corea del Norte y los Estados Unidos, durante la visita de la entonces secretaria de Estado Madeleine Albright a Pionyang. Uno de sus últimos logros como ministro se produjo en una reunión de ministros de relaciones exteriores de la Asociación de Naciones del Sudeste Asiático en Vientián (Laos) en 2005, donde mantuvo conversaciones con varios de sus homólogos, incluido Ban Ki-moon, en ese entonces ministro de exteriores de Corea del Sur.
Falleció el 2 de enero de 2007 en Pionyang. Los medios estatales de Corea del Norte atribuyeron la muerte a una enfermedad indefinida, aunque se dijo que padecía una enfermedad renal. Antes de su fallecimiento, había asistido a las rondas de negociaciones del Diálogo de los Seis. Según fuentes surcoreanas, Paek buscaba ayuda médica en cada visita al extranjero.